# Neptis ada
Neptis ada är en fjärilsart som beskrevs av Moore 1858. Neptis ada ingår i släktet Neptis och familjen praktfjärilar. Inga underarter finns listade i Catalogue of Life.